# Barbaroscardia fasciata
Barbaroscardia fasciata är en fjärilsart som beskrevs av Walsingham 1891. Barbaroscardia fasciata ingår i släktet Barbaroscardia och familjen säckspinnare. Inga underarter finns listade i Catalogue of Life.